# ホットロード
『ホットロード』は、紡木たくによる日本の少女漫画。『別冊マーガレット』（集英社）に1986年1月号から1987年5月号まで連載された。2013年10月時点で累計発行部数は700万部を記録している。2014年には映画化された。

## あらすじ
悩みを抱えながら、暴走族に憧れ、仲間に入り不良の道を進んでゆく主人公・和希、バイクに命をかけ、死をも恐れず暴走する春山の姿が描かれる。
母から愛されず、自分が誰からも必要とされていないと心を痛める14歳の宮市和希は、学校で周囲と打ち解けられず孤独を抱えていた。そんなある日、学校の友人である絵里に誘われ不良の春山洋志と出会い、しだいに彼らの世界に自らのよりどころを見いだすようになる。少しずつ春山にひかれていく和希だったが、暴走族のリーダーとなった春山は反目し合うチームとの激しい争いにしのぎを削ることとなる。

## 登場人物

### 主要人物
宮市 和希（みやいち かずき）
14歳。中学2年生。2歳の頃父親が亡くなり、母親と2人暮らし。鈴木（後述）と交際を続ける母に反発し非行に走る。母から愛されていないと感じ、自分が誰からも必要とされていないのではないかという不安を抱えている。
春山 洋志（はるやま ひろし）
16歳。母親が再婚した相手(義父)と上手くいかず、家を出て一人暮らしをしており、高校へは行かずにガソリンスタンドでアルバイトをし生計を立てている。モリワキフォーサイト集合管・BEETテールカウルを装着したホンダCBR400Fに乗る。同仕様に改造したCBR400Fが“春山仕様”と呼ばれる。ナイツの湘南支部に属している。

### NIGHTS ナイツ
全国に支部を持ち、本部は横浜にある暴走族。正式名称はMAD SPECIAL THE NIGHTS。全盛期は総メンバー数2000人超だったが、現在は500人ほど。総頭には、少年鑑別所に入れられるかもしれないという覚悟と、全国の支部をまとめ上げる統率力が要求される。総頭には代々CB400FOURが受け継がれる。
玉見 トオル（たまみ とおる）
ナイツ総頭。20歳。皆に慕われる。父親は建設会社の社長。恋人の宏子と結婚するために、春山に総頭の座を譲ろうと考えている。
宏子（ひろこ）
トオルの恋人。17歳。絵里が横浜にいた頃の先輩。ナイツに入った当初は荒んでいたが、トオルとの出会いで次第に落ち着いていった。過去に春山と何らかの関係性を持っている節がある。
リチャード
春山の親友。本名は利信。ピエール=カルダンをリチャード=カルダンと呼び間違えたことからこのあだ名がついた。
森下 絵里（もりした えり）
横浜から和希の学校に転校してきた。和希と仲良くなりナイツに誘う。学校で子どもを堕した事があるとデマを流されるが、和希のおかげで元気に学校に通う。姉は宏子の友人である。
茂（しげる）
春山に憧れてナイツに入る。14歳。人懐っこい性格で、春山の彼女として和希の事も慕っている。

### その他
和希の母親
35歳。夫の死後、女手一つで和希を育てる。高校時代から好き合っていた相手・鈴木と一緒になれず、和希の父親と結婚した。鈴木とは今でも想い合っている。
鈴木（すずき）
和希の母親の恋人。妻がいるが、離婚協議中。お金持ち。
春山の母親
洋志の父親と離婚後、現在の夫と再婚。一人暮らしをする洋志を心配している。
春山 強（はるやま つよし）
洋志の異父弟。中学1年生。洋志に対し憧れと反感を持っている。
霜村 美穂子（しもむら みほこ）
洋志の元彼女。中学時代の同級生で、洋志とは違い優等生だった。春山に借りていたレコードを返す際、別れ際に涙を見せる。
佐々木（ささき）
和希の1年と2年のときの担任。コーラス部の顧問。ストレスで胃痛になる癖があり、和希の素行に悩まされ、胃薬を手放せない。
高津（たかつ）
和希の3年のときの担任。他の教師らが和希を見捨てる中、正面から向き合い更生の道を共に探る。

## 書誌情報
コミックス（集英社〈マーガレットコミックス〉）全4巻
1. 1986年12月16日、ISBN 4-08-849235-8
2. 1987年1月23日、ISBN 4-08-849244-7
3. 1987年5月25日、ISBN 4-08-849279-X
4. 1987年8月25日、ISBN 4-08-849304-4

文庫版（集英社文庫）全2巻
1. 1995年8月18日、ISBN 4-08-617201-1
2. 1995年8月18日、ISBN 4-08-617202-X

ムック（集英社ガールズリミックス）全2巻
- ホットロード～十代の光と影～

上 2002年7月1日、ISBN 4-08-106244-7
下 2002年7月1日、ISBN 4-08-106245-5

完全版（集英社ガールズコミックス）全3巻
1. 2006年7月25日、ISBN 4-08-855142-7
2. 2006年8月25日、ISBN 4-08-855143-5
3. 2006年9月25日、ISBN 4-08-855144-3

コンビニコミック版（集英社ガールズリミックス）全1巻
- ホットロード～十代の光と影～

2009年6月1日、ISBN 978-4-08-109789-0

## 映画
2014年8月16日公開の日本映画。監督は三木孝浩。主演は能年玲奈と登坂広臣で、能年は2013年前期の連続テレビ小説『あまちゃん』でヒロインを務めた直後の次回作として注目された。春山役は三代目J Soul Brothers所属の歌手・登坂広臣で、本作が映画初出演である。この作品で、能年・登坂ともに複数の映画関連新人賞を受賞した。

### 製作
連載から25年以上経って初の映画化となり、脚本には原作者の紡木が監修として参加している。紡木の元には今まで何度もドラマ化や映画化の話が来ていたが、イメージに合わないという理由で全て断っていた。しかし、映画『カラスの親指』で能年の存在を知り「彼女なら和希の役を託してもいい」と実写化を許可しており、「能年ありき」の企画になっている。なお、能年のキャスティングは『あまちゃん』の放送前から決定している。

### キャスト
- 宮市和希 - 能年玲奈[9]（幼少時代：本間菜穂[10]）
- 春山洋志 - 登坂広臣[9]
- ママ（和希の母親） - 木村佳乃[9]
- 鈴木 - 小澤征悦[9]
- 玉見トオル - 鈴木亮平[9]
- 宏子 - 太田莉菜[9]
- えり - 竹富聖花[9]
- リチャード - 落合モトキ[9]
- 金パ - 山田裕貴[9]
- リーダー赤根 - 野替愁平[9]
- No.2 永山 - 遠藤雄弥[9]
- おばさま先生 - 鷲尾真知子[9]
- 医者 - 野間口徹[9]
- 高津 - 利重剛[9]
- 春山の母 - 松田美由紀[9]
- ユッコ - 渡辺恵伶奈[11]

### スタッフ
- 監督 - 三木孝浩
- 脚本 - 吉田智子
- 主題歌 - 尾崎豊「OH MY LITTLE GIRL」（ソニー・ミュージックレコーズ）
- 製作 - 大角正、城朋子、本間憲、藤門浩之、柏木登
- エグゼクティブプロデューサー - 秋元一孝、奥田誠治
- 企画・プロデューサー - 吉田繁暁、藤村直人
- 共同プロデューサー - 妹尾祥太
- ラインプロデューサー - 阿部智大
- 撮影 - 山田康介
- 照明 - 渡部嘉
- 録音 - 鈴木肇
- 美術 - 花谷秀文
- 編集 - 坂東直哉
- 装飾 - 西尾共未
- 音楽 - mio-sotido
- 音楽プロデューサー - 茂木英興
- VFX - 菅原悦史
- 衣装デザイン - 澤田石和寛
- ヘアメイクディレクション - 池田真希
- 音響効果 - 岡瀬晶彦
- 記録 - 古保美友紀
- 助監督 - 石川勝己
- 製作担当 - 伊東祐之
- 企画協力 - 北畠輝幸
- アソシエイトプロデューサー - 吉田直子
- キャスティング - 田端利江
- 配給 - 松竹
- 制作プロダクション - 松竹撮影所東京スタジオ
- 制作協力 - 松竹映像センター
- 製作 - 「ホットロード」製作委員会（松竹、日本テレビ放送網、レプロエンタテインメント、読売テレビ放送、VAP、札幌テレビ放送、宮城テレビ放送、静岡第一テレビ、中京テレビ放送、広島テレビ放送、福岡放送）

### 封切り
8月16日より全国302スクリーンで公開され、丸の内ピカデリーで行われた初日舞台挨拶には能年玲奈、登坂広臣、木村佳乃、小澤征悦、鈴木亮平、太田莉菜、落合モトキ、竹富聖花、三木孝浩監督が登壇した。
公開初週週末2日間の興行成績は興収3億8924万2000円、動員28万4367人で、映画観客動員ランキングで第2位に初登場した（実写映画では1位。興行通信社調べ）。公開6週目時点の9月20日・21日時点の累計では動員176万8,468人、興収22億3,656万5,900円を記録してランキング9位となり、その後も301館でムーブオーバーを展開した。

### 受賞歴
第6回TAMA映画賞
- 最優秀新進女優賞 - 能年玲奈

第39回報知映画賞
- 新人賞 - 登坂広臣

第27回日刊スポーツ映画大賞・石原裕次郎賞
- 新人賞 - 能年玲奈

第38回日本アカデミー賞
- 新人俳優賞 - 能年玲奈、登坂広臣

第69回毎日映画コンクール
- スポニチグランプリ新人賞 - 登坂広臣

第24回日本映画批評家大賞
- 新人男優賞 - 登坂広臣

### 関連商品
Blu-ray / DVD
2015年2月18日発売。発売・販売元はバップ。
- ホットロード（2枚組）
  - ディスク1：本編ディスク
  - ディスク2：特典ディスク（Blu-ray版はBlu-ray、DVD版はDVDで収録）
    - メイキング
    - 特報・劇場予告編集（劇場版、三木孝浩監督監修版2種）・TVスポット集（「純愛編」、「家族編」、「I LOVE YOU編」）
    - イベント集（完成披露試写会、初日舞台挨拶、Nights VS 漠統 舞台挨拶、大ヒット御礼舞台挨拶）
    - 能年玲奈主演「ホットロード」の魅力にせまる（PR番組 再編集版）

  - 封入特典
    - 特製ブックレット
    - 「Nights」「漠統」ステッカー

  - 初回限定特典
    - 紡木たく原画スリーブケース

書籍
- ホットロード OFFICIAL BOOK 能年玲奈&登坂広臣（集英社、ISBN 978-4087807271）

CD
- オリジナルサウンドトラック（バップ、2014年7月23日発売）

### テレビ放送
2016年7月15日に『金曜ロードSHOW!』で地上波初放送された（音声多重放送 / 文字多重放送 / データ放送）。